# Cynortellana pulchra
Cynortellana pulchra is een hooiwagen uit de familie Cosmetidae.